# Donji Lapac
Donji Lapac (serbe en écriture cyrillique : Доњи Лапац) est un village et une municipalité située dans la Lika et dans le comitat de Lika-Senj, en Croatie.

## Géographie
Donji Lapac est situé à l'est de la Lika, une région qui porte également le nom de Ličko Pounje, près de la rivière Una et au pied des monts Plješevica. Le village se trouve sur la route qui relie Bihać à Gračac.

## Histoire
La région de Donji Lapac est habitée depuis l'Âge du fer, ainsi qu'en témoignent les vestiges mis au jour par les archéologues. Au Moyen Âge, le secteur fit partie d'une župa slave et, en 1449, il devint une possession des Frankopans. La vieille ville de Lapac était située sur la colline voisine d'Obljaj (666 m), au sud de Donji Lapac. Cette ville fut intégrée en 1528 à l'Empire ottoman. En 1790, le « corps croate » de l'armée impériale des Habsbourg, sous le commandement du Feldzeugmeister Joseph Nikolaus Baron de Vins, libère Lapac ainsi que d'autres parties de la Croatie, notamment les régions de Kordun et de Lika, incluant Cetingrad (en), Furjan (en), Boričevac (en) et Srb (en), réintégrant ces régions au sein du royaume de Croatie sous domination habsbourgeoise.
Donji Lapac est fondé en 1791, au moment où la partie orientale de la Lika fut annexée par les Habsbourg. À la fin du XIXe siècle et au début du XXe siècle, Donji Lapac est une capitale de district dans le Comitat de Lika-Krbava, au sein du Royaume de Croatie-Slavonie. En 1941, les partisans yougoslaves libèrent le centre du district.
Pendant la guerre d'indépendance croate, Donji Lapac est incorporée avec d'autres villes dans la République serbe de Krajina, une république sécessionniste non reconnue. En août 1995, elle repasse sous contrôle croate à la suite de victoires de l'armée croate.

## Démographie
Selon le recensement de 2011, la ville a une population de 946 habitants et la municipalité compte 2 113 habitants. Avant la guerre, la région était presque entièrement peuplée de Serbes, avec seulement 0,67 % de Croates (selon le recensement de 1991). Après la guerre, la zone de la municipalité de Donji Lapac est réduite car les villages de Donji Srb et Gornji Srb (en) ont été donnés à la municipalité de Gračac dans le comitat de Zadar. Cependant, selon le recensement de 2011, les Serbes continuent de constituer une majorité avec 80,6 %,avec 18,8 % de la population croate.
| Années du recensement | Total  | Serbes           | Croates         |
| --------------------- | ------ | ---------------- | --------------- |
| 1910                  | 11 971 | 10 601 (88,55 %) | 1 367 (11,41 %) |
| 1991                  | 4 603  | 4 460 (96,89 %)  | 31 (0,67 %)     |
| 2001                  | 1 880  | 1 383 (73,56 %)  | 471 (25,05 %)   |
| 2011                  | 2 113  | 1 704 (80,64 %)  | 397 (18,79 %)   |

Certains Croates ou Serbes déclarent qu'ils appartiennent à l'ethnie des Yougoslaves.

### Municipalité de Donji Lapac
Selon le recensement de 2011, la municipalité de Donji Lapac comptait 2 113 habitants.
| Population | Population | Population | Population | Population | Population | Population | Population | Population | Population | Population | Population | Population | Population | Population | Population |
| ---------- | ---------- | ---------- | ---------- | ---------- | ---------- | ---------- | ---------- | ---------- | ---------- | ---------- | ---------- | ---------- | ---------- | ---------- | ---------- |
| 1857       | 1869       | 1880       | 1890       | 1900       | 1910       | 1921       | 1931       | 1948       | 1953       | 1961       | 1971       | 1981       | 1991       | 2001       | 2011       |
| 8 553      | 10 305     | 9 481      | 10 774     | 11 691     | 11 971     | 11 529     | 11 465     | 6 641      | 6 735      | 6 456      | 5 645      | 4 845      | 4 603      | 1 880      | 2 113      |

Note : Elle est devenue une municipalité indépendante lors du recensement de 2001, à partir de l'ancienne commune de Donji Lapac.

#### Recensement de 1991
Selon le recensement de 1991, la municipalité de Donji Lapac comptait 4 603 habitants, déclarés ethniquement comme suit :
| Municipalité de Donji Lapac |
| --- |
| 1991 |
| total: 4 603 - Serbes 4 460 (96,89 %) - Yougoslaves 54 (1,17 %) - Croates 31 (0,67 %) - Musulmans 16 (0,34 %) - Macédoniens 9 (0,19 %) - Grecs 3 (0,06 %) - Monténégrins 2 (0,04 %) - Roms 1 (0,02 %) - Slovènes 1 (0,02 %) - autres 1 (0,02 %) - non-déclaré 9 (0.19%) - déclaré régionalement 1 (0.02%) - inconnu 15 (0.32%) |

#### Recensement austro-hongrois de 1910
Selon le recensement de 1910, la municipalité de Donji Lapac comptait 11 971 habitants, déclarés linguistiquement et religieusement comme suit :
| Population par langue       | Croate ou Serbe  | Allemand   | Slovène    |
| --------------------------- | ---------------- | ---------- | ---------- |
| Municipalité de Donji Lapac | 11 968 (99.97 %) | 2 (0.01 %) | 1 (0.00 %) |

| Population par religion     | Église orthodoxe | Église catholique |
| --------------------------- | ---------------- | ----------------- |
| Municipalité de Donji Lapac | 10 601 (88.55 %) | 1 370 (11.44 %)   |

### Donji Lapac (village)
Selon le recensement de 2011, Donji Lapac comptait 946 habitants.
| Population | Population | Population | Population | Population | Population | Population | Population | Population | Population | Population | Population | Population | Population | Population | Population |
| ---------- | ---------- | ---------- | ---------- | ---------- | ---------- | ---------- | ---------- | ---------- | ---------- | ---------- | ---------- | ---------- | ---------- | ---------- | ---------- |
| 1857       | 1869       | 1880       | 1890       | 1900       | 1910       | 1921       | 1931       | 1948       | 1953       | 1961       | 1971       | 1981       | 1991       | 2001       | 2011       |
| 1 237      | 1 475      | 1 466      | 1 142      | 1 102      | 1 140      | 1 014      | 1 008      | 667        | 726        | 1 001      | 1 286      | 1 590      | 1 791      | 812        | 946        |

Note: De 1857 à 1880 figurent les données relatives au village de Gajine (hr).

#### Recensement de 1991
Selon le recensement de 1991, la localité de Donji Lapac comptait 1 791 habitants, qui ont été déclarés ethniquement comme suit :
| Donji Lapac |
| --- |
| 1991 |
| total: 1 791 - Serbes 1 742 (97,26 %) - Yougoslaves 22 (1,22 %) - Croates 14 (0,78 %) - Musulmans 6 (0,33 %) - Macédoniens 2 (0,11 %) - Monténégrins 2 (0,11 %) - autres 1 (0,05 %) - non-déclaré 2 (0,11 %) |

#### Recensement austro-hongrois de 1910
Selon le recensement de 1910, la localité de Donji Lapac comptait 1 140 habitants répartis dans deux hameaux, déclarés linguistiquement ou religieusement comme suit :
| Population par langue | Croate ou Serbe | Allemand   | Slovène    |
| --------------------- | --------------- | ---------- | ---------- |
| Donji Lapac           | 1 042           | 1          | 1          |
| Lapački Zbjeg         | 96              | -          | -          |
| Total                 | 1 138 (99.82 %) | 1 (0.08 %) | 1 (0.08 %) |

| Population par religion | Église orthodoxe | Église catholique |
| ----------------------- | ---------------- | ----------------- |
| Donji Lapac             | 936              | 108               |
| Lapački Zbjeg           | 78               | 18                |
| Total                   | 1 014 (88.94 %)  | 126 (11.05 %)     |

## Économie
Donji Lapac est une municipalité sous-développée qui est statistiquement classée comme Zone de préoccupation spéciale de l'État (en) de première catégorie par le gouvernement de Croatie. Avant la guerre, Donji Lapac avait une industrie du bois et du textile développée. De nombreuses personnes travaillaient dans la société de transport Likatrans qui employait plus de 200 personnes. Aujourd'hui, la plupart des habitants sont au chômage et les emplois se limitent principalement aux services publics ou à la nouvelle industrie du bois. En outre, de nombreuses personnes travaillent dans l'agriculture de base, cultivant principalement des pommes de terre et des prunes à partir desquelles ils fabriquent l'alcool Slivovitz.

## Localités
La municipalité de Donji Lapac compte 18 localités :
| - Birovača - Boričevac (en) - Brezovac Dobroselski - Bušević - Dnopolje - Dobroselo (en) - Doljani - Gornji Lapac (en) | - Donji Štrbci - Gornji Štrbci (en) - Kestenovac (en) - Kruge (en) - Melinovac (en) - Mišljenovac (en) - Nebljusi (en) - Oraovac (en) |

## Sources
- Savezni zavod za statistiku i evidenciju FNRJ i SFRJ, popis stanovništva 1948, 1953, 1961, 1971, 1981. i 1991. godine.
- Knjiga: Narodnosni i vjerski sastav stanovništva Hrvatske, 1880–1991: po naseljima, autor: Jakov Gelo, izdavač: Državni zavod za statistiku Republike Hrvatske, 1998.,  (ISBN 953-6667-07-X),  (ISBN 978-953-6667-07-9);